# لا جوليا ريا
لا جوليا ريا (بالإنجليزية: La Julia Rhea)‏ هي مغنية أوبرا ومغنية أمريكية، ولدت في 1908 في لويفيل في الولايات المتحدة، وتوفيت في 1992 في بلو أيلاند في الولايات المتحدة.